# Epizootie

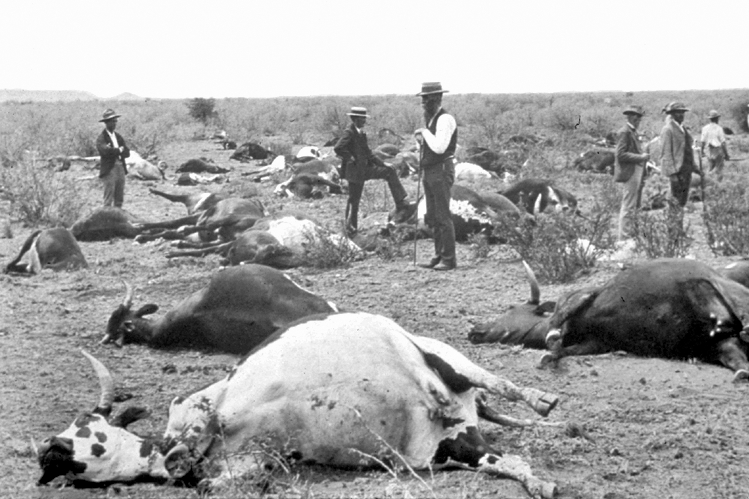
Epizootie (1896)

În epizoologie, epizootia (din gr. epi- pe + zoion animal) este o boală cu o rată de incidență crescută pentru o perioadă definită, care depășește expectativele bazate pe experiența recentă, echivalentul unei epidemii pentru populația umană. Valori mari ale densității populației sunt un factor important în epizootie. Acvacultura este o industie în care astfel de boli apar des ca urmare a practicii de a ține un număr mare de pești în zone foarte mici, comparat cu arealul lor natural.

## Exemple
- în 1990, o epidemiea virusului Newcastle a omorăt 10.000 de cormorani cu creastă dublă în zona Marilor Lacuri în America de Nord.[1]
- în mai - august 2009, un eveniment numit JPD09, caracterizat prin dispariția progresivă a porumbeilor și a pescărușilor în zona Montreal, din Quebec, Canada.
- 14 septembrie 2007, în Zambia, o boală de piele rară care crea ulcerații dermatologice a omorât sute de pești în râul Zambezi.[2]